# Lomma Eternit
Lomma Eternit var en asbestcementfabrik, belägen i Lomma i Skåne. Fabriken stängdes 1977 efter att arbetare hade blivit sjuka på grund av arbete med asbest. Företaget hette ända sedan starten 1906 Skandinaviska Eternit AB. På produkterna stämplades "Lomma Eternit". Företaget ägdes av Skånska Cement (Cementa, Euroc). En minoritet ägdes av danska cementintressen.

## Historik
Eternit eller asbestcement är ett material som uppfanns i slutet av 1800-talet. Materialet är slitstarkt och tål även salta vindar, vilket skulle bli grundläggande för dess framtida betydelse. Namnet Eternit är avlett från latinets "aeternitas", evighet. Varumärket Eternit ägdes av österrikiska intressen, vilka också gav licensen för tillverkningen.
I Lomma hade det fram till 1890-talet funnits flera tegelbruk samt landets första cementfabrik. I början av 1900-talet upphörde cementtillverkningen i Lomma. Eternitfabriken etablerades då 1906 som en ersättningsindustri. Styrelsen bestod av tre personer David Cable Keiler, Rudolf Fredrik Berg och Wilhelm de Shàrengrad. Fabriken förblev under hela sin verksamhetstid Sveriges största producent av Eternit. Fabriken hade 37 arbetare år 1923 och 293 arbetare år 1937. Särskilt efter andra världskriget gick produktionen på högvarv. Eternitfabriken blev betydelsefull för Lomma, som dess absolut största arbetsplats. Många hus i Sverige kläddes in i fasadplattor ("torparkex") av Eternit. I många fall finns plattorna kvar på byggnaderna ännu på 2020-talet. På västkusten ansågs Eternit motstå de salta vindarna bättre än andra fasadmaterial.
På 1970-talet blev larmrapporter om asbest allmänt kända. Asbestfibrer sätter sig i lungvävnad och orsakar flera sjukdomar, bland annat cancer. Asbestfibrer ingick i tillverkningen av eternitprodukter, och eftersom produktionsprocessen då inte hade några högt ställda säkerhetskrav för asbesthanteringen, så andades många av fabriksarbetarna in fiberhaltig luft. Till sist hade hälsoproblemen blivit så stora hos de som arbetade med materialet att fabriken fick stängas 1977, sedan asbesthantering gradvis hade förbjudits.
Andra orsaker till att verksamheten gradvis blev farligare, kan vara att man utökade kundanpassningen med sågning och manufakturering av produkterna, samt att man använde allt kortare och finare fibrer. Dessutom ökade efterhand produktionsvolymen och antalet anställda.
Idag finns det moderna lägenheter på det tidigare industriområdet. En ny stadsdel, Lomma hamn, har byggts upp i området invid Lommabukten och norr om Höje ås mynning. Eternitbolagets dåvarande huvudkontor, byggt på 1940-talet, finns bevarat inom stadsdelen.